# Barcheston
Barcheston est un village et une paroisse civile du Warwickshire, en Angleterre.